# Klosterreichenbach

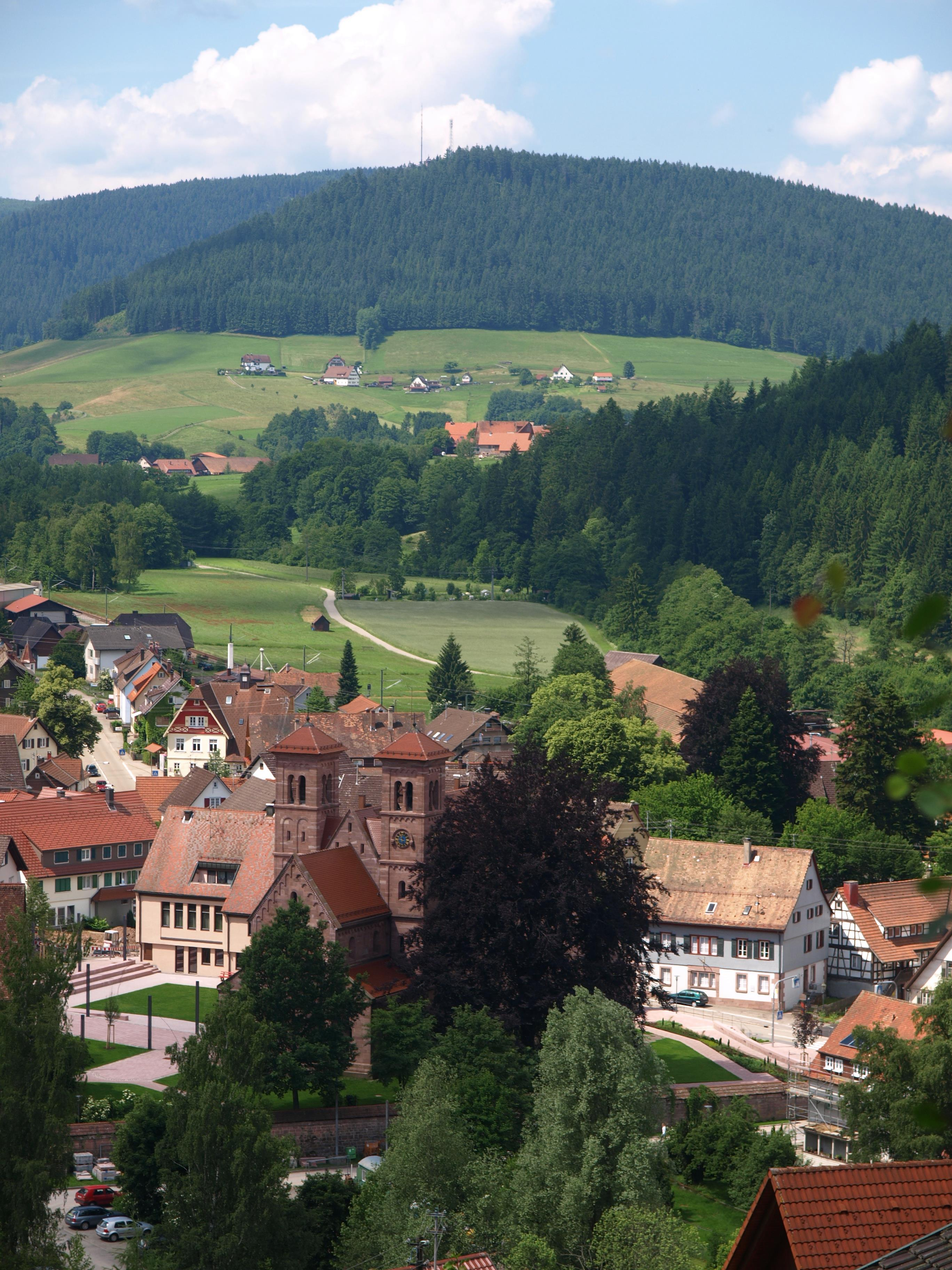
Klosterreichenbach

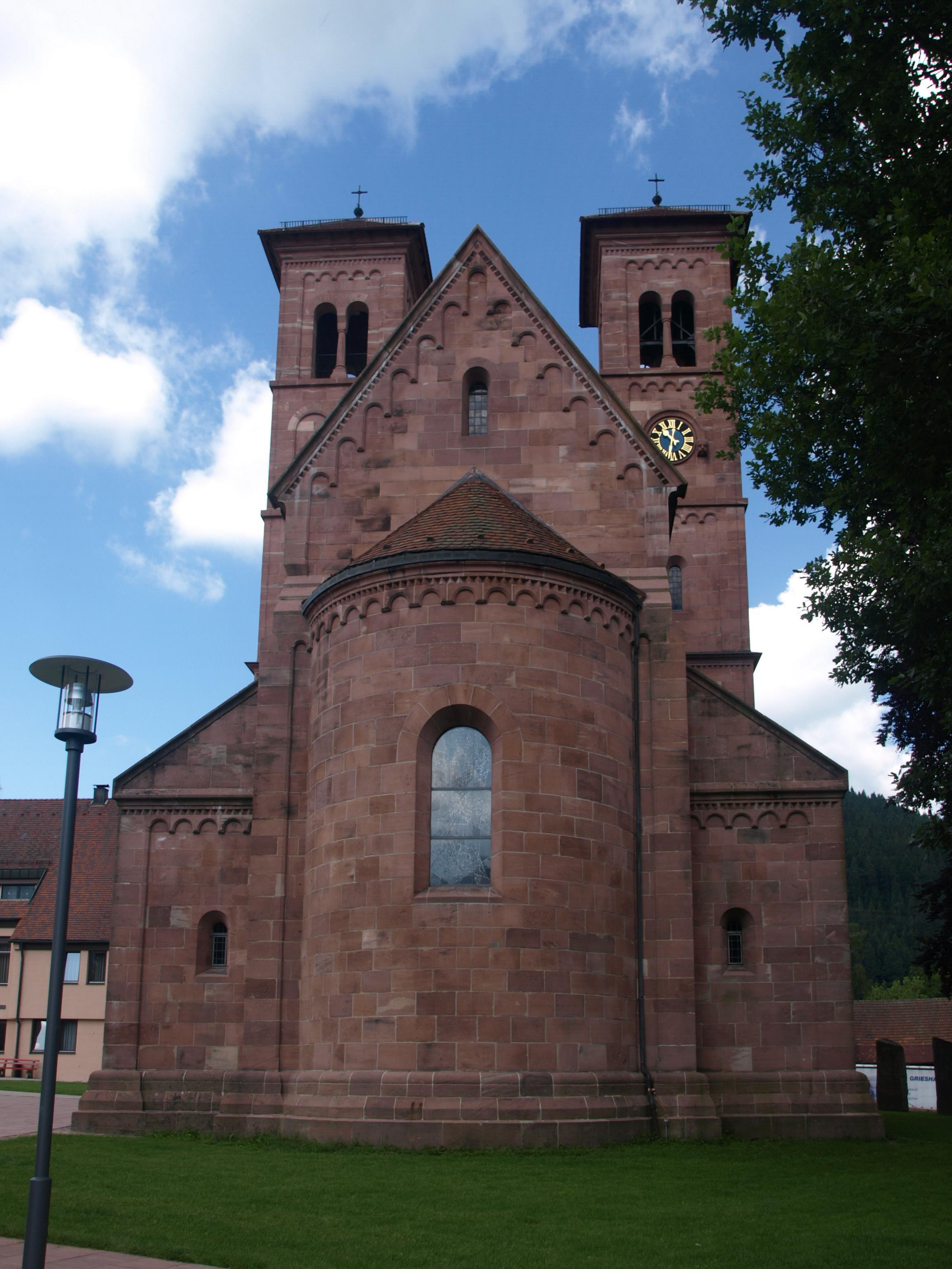
Klasztor Reichenbach

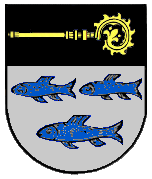
Herb Klosterreichenbach

Klosterreichenbach – osada w gminie Baiersbronn, w północnym Schwarzwaldzie, w Badenii-Wirtembergii, w Niemczech. Nazwa pochodzi od klasztoru Reichenbach, dlatego też osada do 1897 zwała się po prostu Reichenbach.
Klasztor został założony w 1082 i obok niego powstała wioska, która rozrosła się do dzisiejszych rozmiarów. W 1585 powstała pierwsza szkoła parafialna. W 1595 klasztor został skasowany na rozkaz księcia Wirtembergii Fryderyka I. Wówczas z Reichenbach odeszła większość mieszkańców, tak że zostało ok. 40 osób. W pierwszej poł. XVII w. wioska ucierpiała z powodu wojny trzydziestoletniej i epidemii dżumy. W późniejszych latach dzięki napływowi nowych osadników wieś mogła korzystnie odkupić poklasztorne grunty i budynki (w tym młyn). W 1796 liczyła ok. 300 mieszkańców, a 100 lat później już ok. 750.
W 1807 osada została przekształcona w samodzielną gminę w okręgu Freudenstadt. W latach 70. XX w. wraz z innymi małymi gminami przyłączono ją do Baiersbronn.